# Euophrys rufa
Euophrys rufa är en spindelart som beskrevs av Sarah Creecie Dyal 1935. Euophrys rufa ingår i släktet Euophrys och familjen hoppspindlar. Inga underarter finns listade i Catalogue of Life.